# Vinnie Paz
Винчензо Лювинери (итал. Vincenzo Luvineri; 5 октября 1977) — американо-сицилийский рэпер и продюсер. Является постоянным членом и основателем рэп-коллектива из Филадельфии- Jedi Mind Tricks, a также супергруппы Army of the Pharaohs. Летом 2010 года на собственном лейбле Enemy Soil выпускает первый сольный альбом «Season of the Assassin».

## Биография
Первоначально у него был псевдоним Ikon the Verbal Hologram, но позже, после знакомства с боксером Винченцо Пациенца, сменил его на Vinnie Paz. Paz начал увлекаться и читать рэп с его другом Stoupe’ом в далеком 1990 году. Музыкант известен своим очень жестким флоу, а также сильно нагруженной умственно лирикой. Он известен также тем, что записывает свои куплеты в один раз, практически на одном дыхании. Лирика его песен включает в себя разные темы: религия, войны, политика, мифология, теории заговоров, разные паранормальные явления и даже НЛО.
Последние альбомы группы, например «Servants in Heaven Kings in Hell», более четко показывают мировоззрение рэпера.
Vinnie Paz имеет много псевдонимов: Louie Doggs, Vinnie P, The Pazmanian Devil, Pazienza, Frank Vinatra, Vin Jong Ill, Rumplestiltsvin, Muhammad Al Vinejahd и Vin Laden. При рождении католик, сейчас он принял ислам, что сильно отражается в его лирике. Vinnie фанат метала и часто использует названия песен и групп этого жанра в репертуаре JMT.

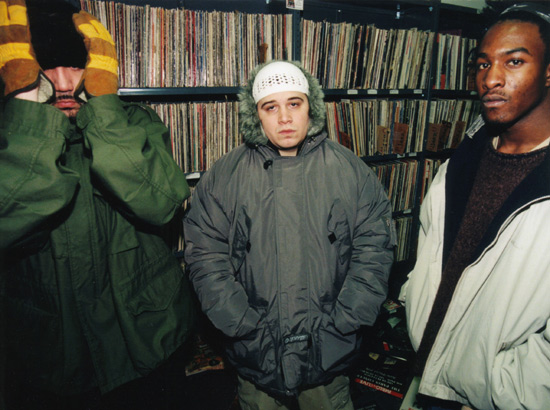

### Army of the Pharaohs
Paz основал группу Army of the Pharaohs в 1998 году (впоследствии группа распалась), она включает в себя очень много известных по другим проектам рэперов: Apathy, Celph Titled, Chief Kamachi, 7L & Esoteric, Planetary & Crypt the Warchild (Outerspace), King Syze, Faez One, Jus Allah, Doap Nixon, Reef the Lost Cauze, Demoz, Block Mccloud и Des Devious. Обычно на треке участвуют не более трех человек.

## Дискография

### Соло
- «Season of the Assassin» (2010)
- «God of the Serengeti» (2012)
- «The Cornerstone of the Corner Store» (2016)
- «The Pain Collector» (2018)
- «As Above So Below» (2020)
- «Burn Everything That Bears Your Name» (2021)
- «Tortured in the Name of God's Unconditional Love» (2022)
- «All Are Guests in the House of God» (2023)
- «God Sent Vengeance» (2025)

### Heavy Metal Kings
- Heavy Metal Kings (2011)
- Black God White Devil (2017)

### Микстейпы, ЕР
- The Sound and the Fury (2006)
- Before the Assassin (2010)
- Prayer For The Assassin EP (2010)
- Fires of the Judas Blood (2010)
- The Priest of Bloodshed (2012)
- Carry On Tradition EP (2013)
- Jacinto's Praying Mantis (2024)

### Jedi Mind Tricks
- Amber Probe EP (1996)
- The Psycho-Social, Chemical, Biological & Electro-Magnetic Manipulation of Human Consciousness (1997)
- Violent by Design (1999)
- Visions of Gandhi (2003)
- Legacy of Blood (2004)
- Servants in Heaven, Kings in Hell (2006)
- A History of Violence (2008)
- Violence Begets Violence (2011)
- The Thief and the Fallen (2015)
- The Bridge And The Abyss (2018)

### Army of The Pharaohs
- The Five Perfect Exertions EP (1998)
- Rare Shit, Collabos and Freestyles (2003)
- The Torture Papers (2006)
- The Bonus Papers (Mixtape) (2006)
- After Torture There’s Pain (Mixtape) (2007)
- Ritual of Battle (2007)
- The Unholy Terror (2010)
- In Death Reborn' (2014)
- Heavy Lies The Crown (2014)